# Umbundu
L'umbundu (o kimbari, o mbundu Benguela o mbundu meridional, etc.) és una llengua bantu del grup R que parlen més de 6.000.000 d'umbundus, a l'oest d'Angola, país en el que és considerada llengua nacional. Segons el joshuaproject, hi ha grups minoritaris d'umbundus a Namíbia. El umbundu es parla a les províncies de Benguela, Huambo i de Bié. El seu codi ISO 636-3 és umb, el seu codi al glottolog és umbu1257 i el seu codi Guthrie és R.11.

## Família lingüística
L'umbumbu és una llengua bantu del grup R que forma part del subgrup de les llengües umbundus (R.11-R14). Les altres llengües del mateix subgrup són l'nyaneka, el ndombe i el nkumbi. Segons el glottolog, aquestes llengües formen part del grup lingüístic de les llengües herero-nkumbi-wambo, juntament amb els llengües hereros i les llengües ndongues (wambos a l'etnologue).

## Dialectes
El mbalundu és un dialecte de l'umbundu.

## Fonologia
L'umbundu té tres tons: baix, alt i mig-alt. El primer accent agut (á) en una paraula representa un to alt. Els accents aguts successius representen els tons més baixos respectivament. El to baix està representant per un accent greu (à). Les síl·labes que no estan marcades tenen el mateix to que les síl·labes precedents.

## Vocabulari
- Benvingut - Ukombe weya ("l'hoste ha arribat")
- Hola - Wakolapo? (sg); Wakolipo? (pl)
- Com estàs? - Wakolapo? (sg); Wakolipo? (pl)
- Estic bé, gràcies, i tu??	- Ndakolapo (Estic bé); Twakolapo (estem bé)
- Com et dius? - Velye olonduko vene? (frm); Helye onduko yove? (inf)
- Hem dic ... - Onduko yange ame ...
- D'on ets? - Pi ofeka yove? ("On esta el teu país?")
- Sóc de ... - Ofeka yange ... ("El meu país és ...")
- Bon dia - Utanya uwa
- Bona tarda - Ekumbi liwa
- Bon vespre - Uteke uwa
- Bona nit - Uteke uwa; Pekelapo ciwa ("Dorm bé")
- Adéu - Ndanda. ("I went")
- Parles anglès? - Ove ovangula umbundu?
- Parles umbundu?	- Ove ovangula umbundu?
- Perdona - Ngecele (sg); Twecele (pl)
- Si us plau- Ndinge ohenda.
- Gràcies - Ndapandula (sg); Twapandula (pl)
- Respondre - Lacimwe

## Sociolingüística, estatus i ús de la llengua
L'umbundu és una llengua de comunicació àmplia (EGIDS 3). És utilitzat en el treball, els mitjans de comunicació de massa. Té estatus oficial a la seva regió, però no fora d'ella. Està estandarditzada, té diccionari, gramàtica i el 1963 s'hi va traduir la Bíblia. S'escriu en alfabet llatí.